# الیزابت دی پالما دایجسر
الیزابت دی پالما دایجسر (انگلیسی: Elizabeth DePalma Digeser؛ زادهٔ ۴ مارس ۱۹۵۹) مورخ مسیحیت و عضو هیئت علمی دانشگاه کالیفرنیا، سانتا باربارا تخصص او بر دوران باستان متأخر متمرکز است.